# 武烈
武烈（ぶれつ）は、明代に貴州の李添保が自立し用いた私年号。1460年。

## 西暦・干支との対照表
| 武烈 | 元年    |
| 西暦 | 1460年  |
| 干支 | 庚辰    |
| 明   | 天順4年 |